# Antoinette F. Buchholz Konikow
Antoinette F. Buchholz Konikow (novembro de 1869 - 2 de julho de 1946) foi uma médica americana, marxista e ativista política radical. Konikow é mais lembrada como uma das pioneiras do movimento americano de controle da natalidade e como membro fundador do Partido Comunista da América, precursor do Partido Comunista dos EUA. Expulsa do Partido Comunista como apoiador de Leon Trotsky no outono de 1928, Konikow se tornou a fundadora da Liga Comunista da América, a principal organização trotskista nos Estados Unidos.